# Marco Bührer
Marco Bührer (* 9. Oktober 1979 in Dielsdorf ZH) ist ein ehemaliger Schweizer Eishockeytorhüter, der von 2001 bis 2016 beim SC Bern in der National League A unter Vertrag stand. In dieser Zeit wurde er mit dem Club dreimal Schweizer Meister und einmal  Schweizer Cupsieger.

## Karriere
Seine Zeit als Junior verbrachte Marco Bührer beim EHC Bülach und beim EHC Kloten. Für Kloten spielte er während der Saison 1998/99 sein erstes NLA-Spiel, da Reto Pavoni verletzt war. Nach einer Saison in der NLB beim HC Thurgau wechselte er auf die Saison 2000/01 hin zum EHC Chur in die Nationalliga A.
Bührer spielte ab der Saison 2001/02 beim SC Bern, wo er die Nachfolge der Torhüter-Legende Renato Tosio antrat. Er war seither die unumstrittene Nummer 1 im Tor des SC Bern.

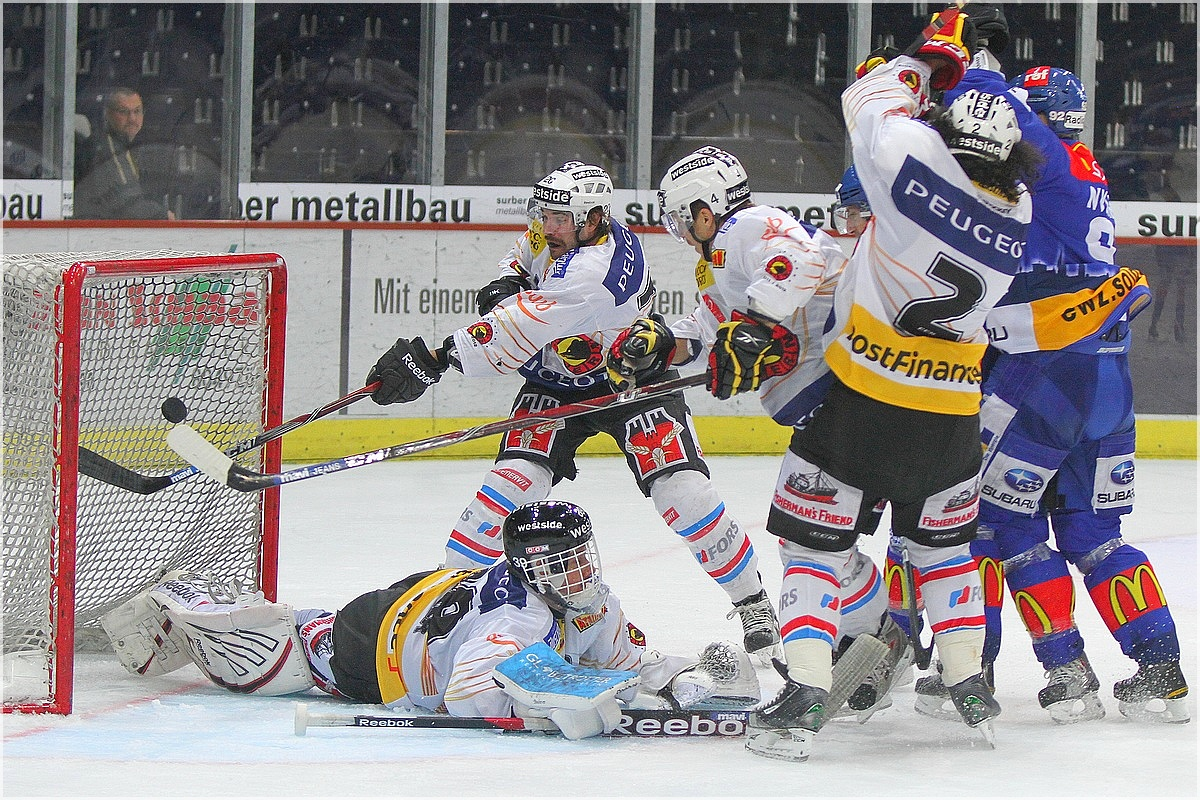
Marco Bührer in einem Spiel (2011)

Mit den Bernern wurde er 2003/04 zum ersten Mal in seiner Karriere Schweizer Meister. In der Saison 2006/07 erreichte er mit dem SCB den Play-off-Final, scheiterte jedoch am HC Davos. In den Saisons 2009/10, 2012/13 und 2015/16 gewann er mit den Bernern erneut die Schweizer Meisterschaft. Im September 2013 verlängerte er seinen Vertrag beim SC Bern bis zum Saisonende 2015/16.

### Karriereende
Bührer kämpfte in der Saison 2015/16 mit diversen Verletzungen und musste bereits im November die Saison vorzeitig beenden, als er sich wegen anhaltender Schmerzen im Fuss operieren lassen musste. Darauf erklärte der inzwischen 36-Jährige, dass er seine Karriere nicht fortsetze. Bis zu seinem Rücktritt spielte er 800 Partien für den SC Bern.

### Nationalmannschaften
Bührer begann früh in seiner Karriere, sein Heimatland bei internationalen Titelkämpfen zu vertreten. Als Juniorenspieler nahm er an der U18-Europameisterschaft 1997 sowie 1998 und 1999 an der U20-Weltmeisterschaft teil. Ab 2003 spielte er für die Herren-Nationalmannschaft und nahm an den Weltmeisterschaften 2003, 2004, 2005 und 2006 teil. Ausserdem gehörte er dem Schweizer Kader bei den Olympischen Winterspielen 2006 an, kam aber zu keinem Einsatz.

## Besonderheiten
- Bührer trug wie Dominik Hašek grundsätzlich keine Torhütermaske mit integriertem Gitterschutz, sondern eine Helm-Gitterschutz-Kombination.
- Am 18. Januar 2013 stellte er einen neuen Schweizer Rekord auf. Er blieb über fünf Spiele hinweg exakt 269 Minuten und 9 Sekunden ohne Gegentreffer.[2]
- In der Saison 2006/07 kam es zu der kuriosen Situation, dass Bührer als Torhüter des SC Bern im Spiel gegen den EHC Basel zum Torschützen erklärt wurde. Er hatte eine Minute zuvor als letzter Spieler seiner Mannschaft den Puck bei einer Abwehraktion berührt. Unmittelbar nach dieser Berührung wurde eine Strafe gegen einen seiner Mitspieler angezeigt. Diese vermieden die Berührung des Pucks, um die Strafe (regulär) zu verzögern. Das Tor fiel, weil ein Basler Verteidiger den scharf gespielten Rückpass seines Stürmers verpasste und dieser darauf in das leere Tor schlitterte.[3]

## Erfolge und Auszeichnungen

### SC Bern
- 2004 Schweizer Meister
- 2010 Schweizer Meister
- 2013 Schweizer Meister
- 2015  Schweizer Cupsieger

### Nationalmannschaften
- 1997 Bronzemedaille bei der U18-Junioren-Europameisterschaft
- 1998 Bronzemedaille bei der U20-Junioren-Weltmeisterschaft